# Cryptanalyse χ²
Méthode de cryptanalyse statistique inventée par Serge Vaudenay et basée sur le test du χ². Elle est plus efficace que la cryptanalyse différentielle pour le même nombre de paires de messages en clair et chiffré. La cryptanalyse χ² permet de s'affranchir de certaines contraintes présentes dans la cryptanalyse linéaire et différentielle. Grâce à cette analyse statistique, l'algorithme de chiffrement peut être réellement considéré comme une boîte noire par le cryptanalyste.